# Kora (pèlerinage)
Cet article concerne le pèlerinage bouddhiste. Pour les autres significations, voir Kora (homonymie).

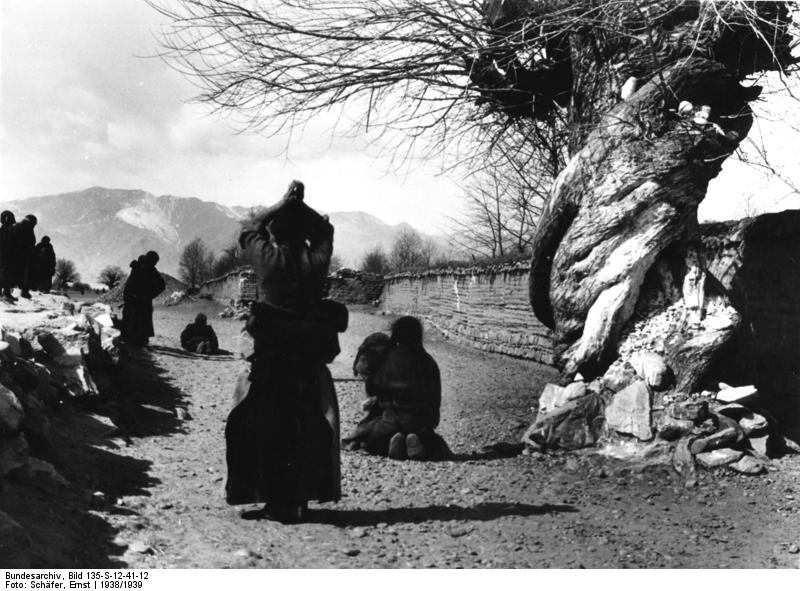
Saule sacré et pèlerins sur le Lingkhor en 1938.

Une kora (en tibétain: སྐོར་ར, Wylie: skor ra, phonétique simplifiée THL : kor ra) est, dans le bouddhisme tibétain et la tradition Bön, un rituel qui consiste à tourner autour d'un lieu de rite lors d'un moment important.
Un pèlerinage circumambulatoire se déroule autour d'un lieu naturel (montagne, lac ou grotte) ou d'un lieu construit par la main de l'homme (monastère, temple ou ville).
Le terme Kora est souvent associé au concept de faire le pèlerinage dans le monde tibétain.

## Définitions
Le mot tibétain pour pèlerin est « celui qui tourne autour d'un lieu saint » (tibétain : གནས་སྐོར་བ, Wylie: gnas skor ba Phonétique simplifiée THL : nekorwa). Il renvoie directement à la circumambulation autour de lieux sacrés, pratique religieuse essentielle des laïcs leur permettant d'acquérir des mérites pour espérer une meilleure renaissance dans le cycle du samsara. Il existe plusieurs catégories de lieux saints, « né » ou « néchen » (tibétain : གནས་ཆེན, Wylie : gnas chen).
Une kora peut être un site naturel (montagne, lac, grotte). Il existe ainsi des pèlerinages autour de montagnes considérées comme sacrées, comme le mont Kailash, le Khawa Karpo ou l'Amnye Machen. Avant l’introduction du bouddhisme au Tibet, les montagnes constituaient déjà une composante essentielle du paysage religieux avec le culte des « divinités-montagnes ». Le bouddhisme a donc intégré cette croyance. Les lacs sacrés les plus connus sont le lac Manasarovar, le lac Qinghai (tibétain : མཚོ་སྔོན་པོ་, Wylie : mtsho-sngon-po,THL : Tso Ngönpo), le lac Yamdrok et le Lac Namtso.
Une kora peut être un lieu construit par l'homme, comme une ville, un monastère ou un stupa. Ainsi, trois circuits de circumambulation existent à Lhassa : le « circuit » intérieur (nangkor) entoure le bâtiment principal du Jokhang, le « circuit médian » (barkhor) encercle l’ensemble des bâtiments du Jokhang et le « "circuit extérieur » » (lingkhor) englobe la ville et le Potala.
Le « pays caché » ou beyül (Wylie : sbas yul)) est une vallée isolée que Padmasambhava, l’introducteur du bouddhisme tantrique au VIIIe siècle, aurait cachée. Les hommes sont supposés y trouver refuge en cas de danger.
Une personne sainte peut elle-même être considérée comme un « lieu saint (né) et faire l'objet d'une circumambulation.
Le pèlerinage est généralement une pratique collective dans le monde tibétain. Un groupe de personnes laïques, d’une même famille ou d’un même village, accompagnées souvent de moines ou de lamas s’organise. La circumambulation s’effectue à pied. Les mérites obtenus sont supérieurs à ceux obtenus à dos de cheval.

## Origines et histoire
L’acte rituel de circumambulation est historiquement attestée dès la période royale avec la construction d'un déambulatoire autour des temples entre le VIIe et le Xe siècle. Les pèlerinages autour des montagnes sacrées sont la conséquence de la bouddhicisation de montagnes sacrées non-bouddhiques.
Après la politique antireligieuse menée pendant la révolution culturelle (1966-1976), la pratique des pèlerinages a repris dans les années 1980 avec une libéralisation de la politique religieuse.

## Koras renommées

### Le Kailash
Ainsi les pèlerins effectuent une longue circumambulation de plusieurs jours autour de la montagne sacrée de Kailash au Tibet. La circumambulation du Kailash s'effectue traditionnellement en dix-sept heures, dans le sens des aiguilles d'une montre pour les bouddhistes et les hindouistes, mais dans le sens contraire dans la religion bön. Chaque journée se termine dans un lieu chargé de spiritualité. La marche est difficile. Ainsi le passage du col de Dolma, à plus de 5 600 mètres d'altitude, est une épreuve que certains ne peuvent pas réussir. « Le sens et la valeur inestimable de la vie sont alors palpables ». Chaque instant de l'ascension demande un effort, un dépassement de soi. L'acte si anodin de respirer trouve ici tout son prix, « chaque respiration peut être la dernière, chaque geste peut être le dernier ». L'offrande déposée au col est l'ultime don fait aux divinités pour les remercier d'être en vie.

### L'Amnye Machen
Autre exemple dans la préfecture autonome tibétaine de Golog du Qinghai, l'Amnye Machen considéré comme la résidence de Machen Pomra, la plus grande divinité locale. La montagne est un dieu du terroir. Il lui est rendu hommage, ainsi qu'aux trois cent soixante dieux secondaires dont il est le chef, par de nombreux pèlerins qui parcourent les quelque 180 km du circuit de circumambulation autour du mont. Avant l'administration chinoise de la région, ils étaient chaque année près de 10 000 à effectuer ce pèlerinage mais ce pèlerinage perdure. L'anthropologue Katia Buffetrille y a effectué quatre circumambulations en 1990, 1992, 2002 et 2018. En octobre 1990, elle précise que les pèlerins l'effectuent en 7 jours à pied, en 3 jours à cheval ou en 40 jours s'ils se prosternent. Cependant, le pèlerinage a évolué du fait de la modernisation (une nouvelle route y a été construite), de la sinicisation, du tourisme et de la bouddhicisation.